# 納拉奇湖

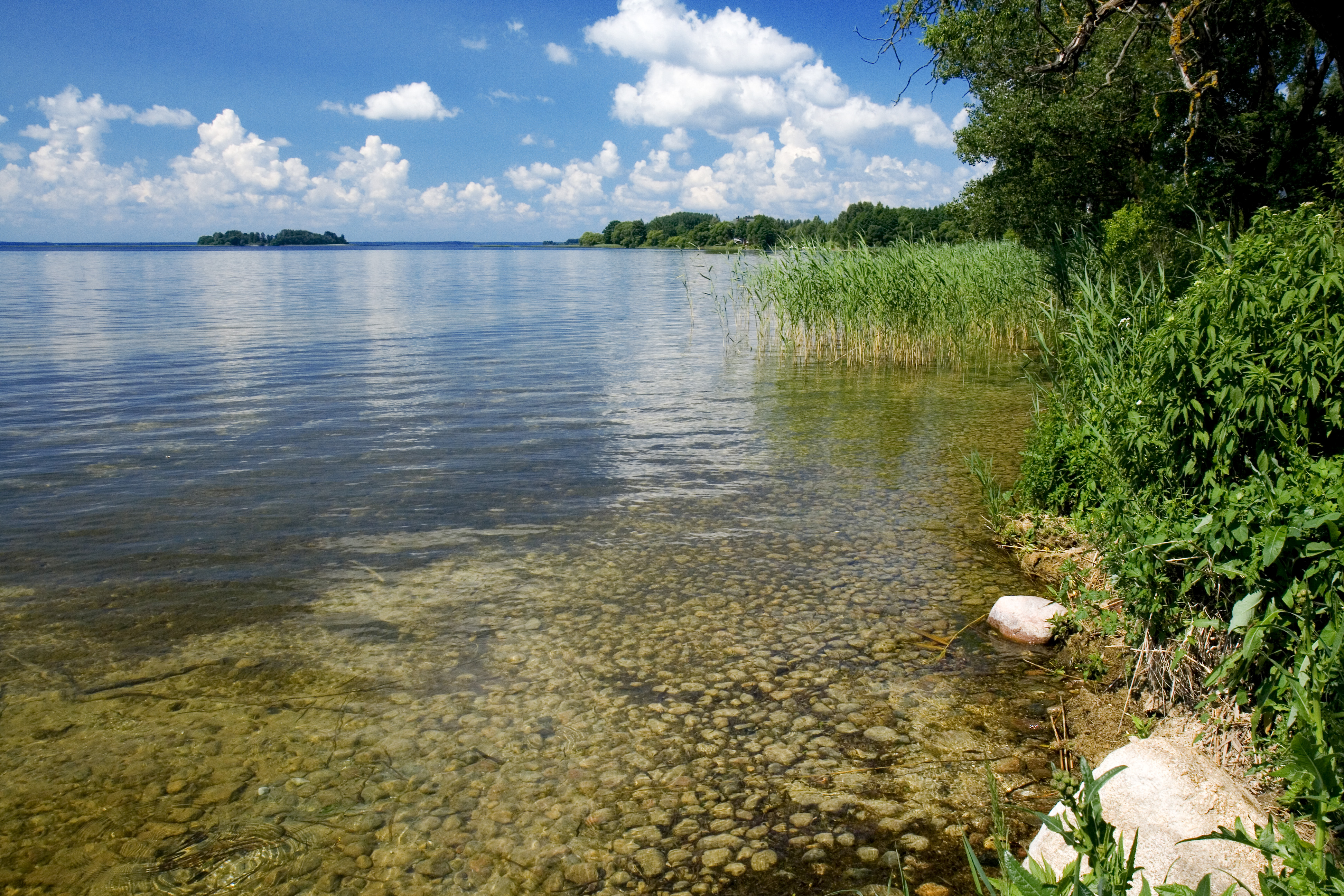
納拉奇湖

納拉奇湖（羅馬化：Narach）是白俄羅斯的湖泊，位於該國西北部，由明斯克州負責管轄，長12.8公里，面積79.2平方公里，是全國最大的湖泊，該湖最大水深24.08米，湖岸線長度41公里。